# Roman Prokoph
Roman Prokoph est un footballeur allemand né le 6 août 1985 à Berlin en Allemagne. Il évolue actuellement au poste d'attaquant.